# Санто-Томас-де-лос-Платанос
Санто-Тома́с-де-лос-Пла́танос (исп. Santo Tomás de los Plátanos) — посёлок и административный центр муниципалитета Санто-Томас в мексиканском штате Мехико. Численность населения, по данным переписи 2010 года, составила 766 человек.